# Gertrude Ederle
Gertrude Ederle (Nova York, 23 d'octubre de 1905 - Wyckoff, 30 de novembre de 2003) va ser una nedadora estatunidenca i la primera dona a travessar nedant el canal de la Mànega.

## Biografia
Filla d'una família d'immigrants alemanys, Gertrude Ederle va néixer el 1905 a Nova York. Tot i aprendre a nedar tardanament, als 9 anys, el 1919 va ser la dona més jove en establir un rècord mundial de natació a Indianàpolis. L'any 1922 va batre set rècords mundials als campionats de natació de Brighton Beach (Nova York) i el 1924 ja va participar en els Jocs Olímpics de París, en els quals va guanyar la medalla d'or en el relleu de 4x400 metres i la de bronze en les curses de 100 i 400 metres lliures. A més d'aquestes medalles olímpiques, entre 1921 i 1925, any en què va esdevenir neadadora professional, va millorar 29 marques nacionals i mundials.
Aquell mateix 1925 va fer la seva primera travessa de Lower Manhattan a Sandy Hook en set hores. El 6 d'agost de 1926, untada amb greix d'ovella, travessà el canal de la Mànega. Va partir del cap Gris-Nez a França i arribà a la platja de Kingsdown, a Anglaterra. Va fer 56 km (la distància és de 33 km, però no va poder anar en línia recta) i hi emprà 14 hores i 31 minuts. Tot i així, va batre el rècord masculí de la travessa i va esdevenir la primera dona a creuar nedant el canal.